# Aysha triunfo
Aysha triunfo är en spindelart som beskrevs av Antonio D. Brescovit 1992. Aysha triunfo ingår i släktet Aysha och familjen spökspindlar. Inga underarter finns listade.